# اچ‌ام‌اس تایاروا (۱۸۸۳)
اچ‌ام‌اس تایاروا (۱۸۸۳) (به انگلیسی: HMS Taiaroa (1883)) یک کشتی بود که طول آن ۶۲ فوت ۱۰ اینچ (۱۹٫۱۵ متر) بود. این کشتی در سال ۱۸۸۳ ساخته شد.